# Borbély György (főispán)
Roffi Borbély György (Tiszaroff, 1875. március 29. – Budapest, 1941. március 24.), földbirtokos, politikus, Jász-Nagykun-Szolnok vármegye főszolgabírája, majd főispánja.

## Élete
Borbély Géza (1839–1924) földbirtokos és a tiszaroffi református egyház főgondnoka és Szathmáry-Király Etelka (1855–1898) elsőszülött fiúgyermekeként látta meg a napvilágot. 1897-ben kezdte meg pályafutását vármegyéje közigazgatási gyakornokaként. 1897. június 24-én Horthy Szabolccsal együtt vármegyei aljegyzővé nevezték ki. majd a korábbi szolgabíró nyugdíjazása után megpályázta és meg is kapta a Jászsági alsó járás szolgabírói tisztét. Ezt követően áthelyezték a Tiszai közép járásba, majd 1899-ben főszolgabírává nevezték ki. 1901-ben hagyta el a közigazgatási pályát, mert ekkor megválasztották az Országgyűlés egyik legfiatalabb tagjává. Több bizottság tagja is volt. Az 1905-ös választások alkalmával azonban Borbély alulmaradt ellenfelével szemben, így visszatért a közigazgatásba. A főispán hozzájárult, hogy Borbély a Tiszai közép járás főszolgabírói hivatalában dolgozzon, majd Ferenc Józseftől megkapta a császári és királyi kamarási címet. 1906-ban Jancsó Géza főszolgabíró helyettese lett annak betegsége miatt, majd Jancsó nyugdíjba vonulása után Borbély vette át hivatalát. Az első világháború alatt a Vörös Kereszt vármegyei választmányának tagja volt, és az ő nevéhez fűződik többek között a törökszentmiklósi 100 ágyas hadigondozó kórház is. Az 1918-as események hatására nyugdíjazását kérte, hivatalosan megromlott egészségügyi állapotára hivatkozva. A Tanácsköztásaság idején csatlakozott a szolnoki ellenforradalomhoz, amiért később börtönbe került. Szabadulása után román hadifogságban volt, és sok megpróbáltatás után térhetett csak vissza tiszaderzsi birtokaira, ahol aztán csak gazdálkodással foglalkozott. 1924-ben ismét tagja lett a vármegyéje közigazgatási bizottságának, 1927-ben pedig vármegyéje törvényhatóságának képviseletében a Felsőház tagja lett. A gazdasági válság hatására Károlyi Gyula kormánya megbukott, majd amikor Gömbös Gyula került hatalomra, a szolnoki főispánnak, Almásy Sándornak távoznia kellett hivatalából. Ekkor került a főispáni székbe Borbély. Főispánként megszervezte az anya- és csecsemővédelmet, a vízi közlekedés fellendítése érdekében bekötőutakat építtetett, valamint az alföldi telivértenyésztés ügyében is jelentős lépésekett tett.
Halála után Tiszaroff vezetői úgy határoztak, hogy maradandó emlékkel adóznak Borbély Györgynek, így 1942. július 4-én ünnepélyes keretek között Horthy Miklós kormányzó  jelenlétében leplezték le fehér carrarai márványból készült teljes alakos szobrát a tiszaroffi községháza melletti téren. Sajnos azonban a szobor sorsa a második világháború után bizonytalan. Egyes források szerint az oroszok ledöntötték, más források viszont arról számolnak be, hogy a temetőbe szállították, ahonnan a szolnoki Damjanich János Múzeumba került, ahol viszont nincs tudomásuk a szoborról vagy annak maradványairól.
| Elődje: Almásy Sándor | Jász-Nagykun-Szolnok vármegye főispánja 1932. november 30. – 1939 | Utódja: br. Urbán Gáspár |